# Carel van Boetzelaer

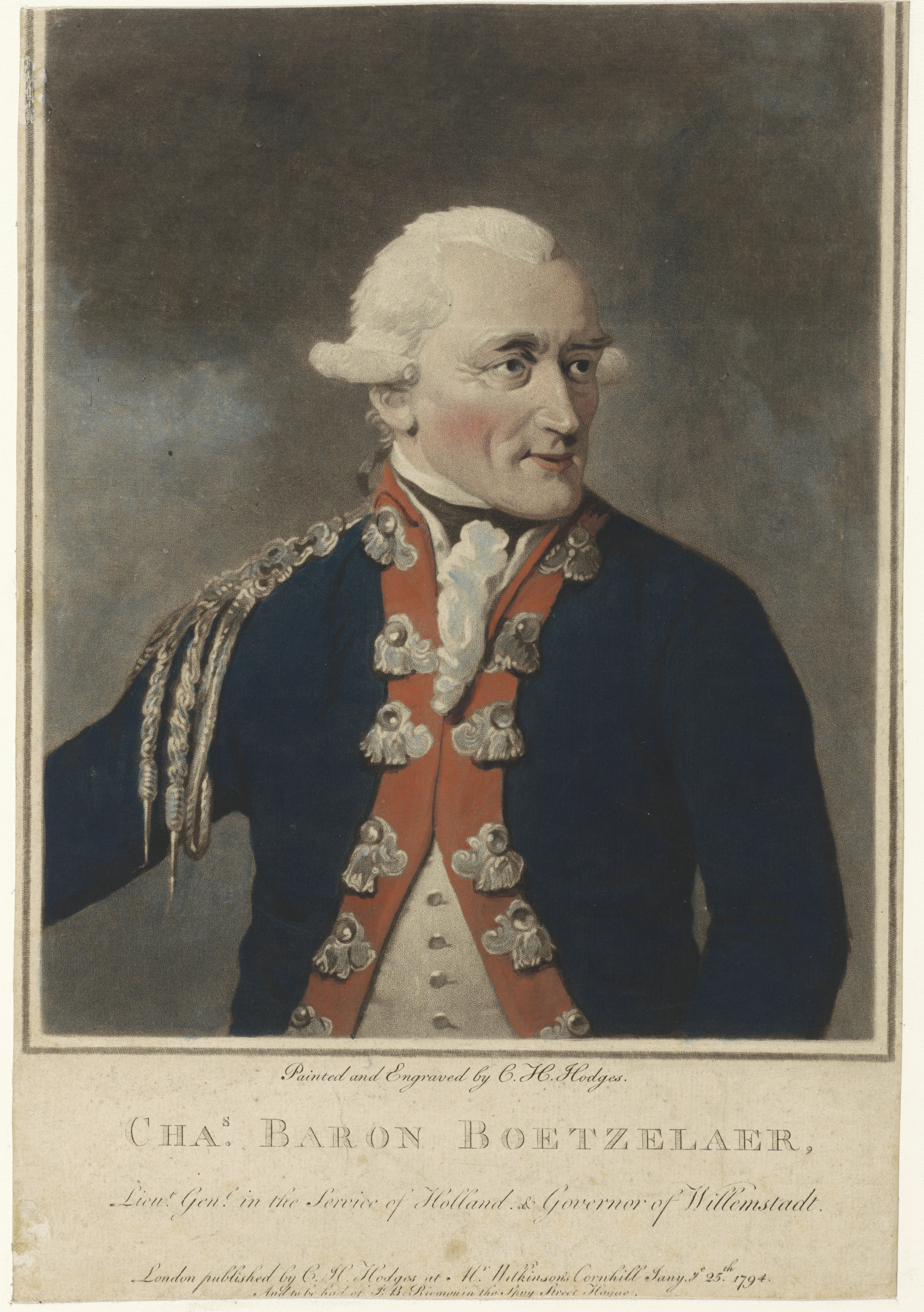
Carel van Boetzelaer

Carel baron van Boetzelaer (Den Haag, 16 februari 1727 – IJsselstein, 21 september 1803) was een Nederlands luitenant-generaal en commandeur van Willemstad.

## Leven en werk

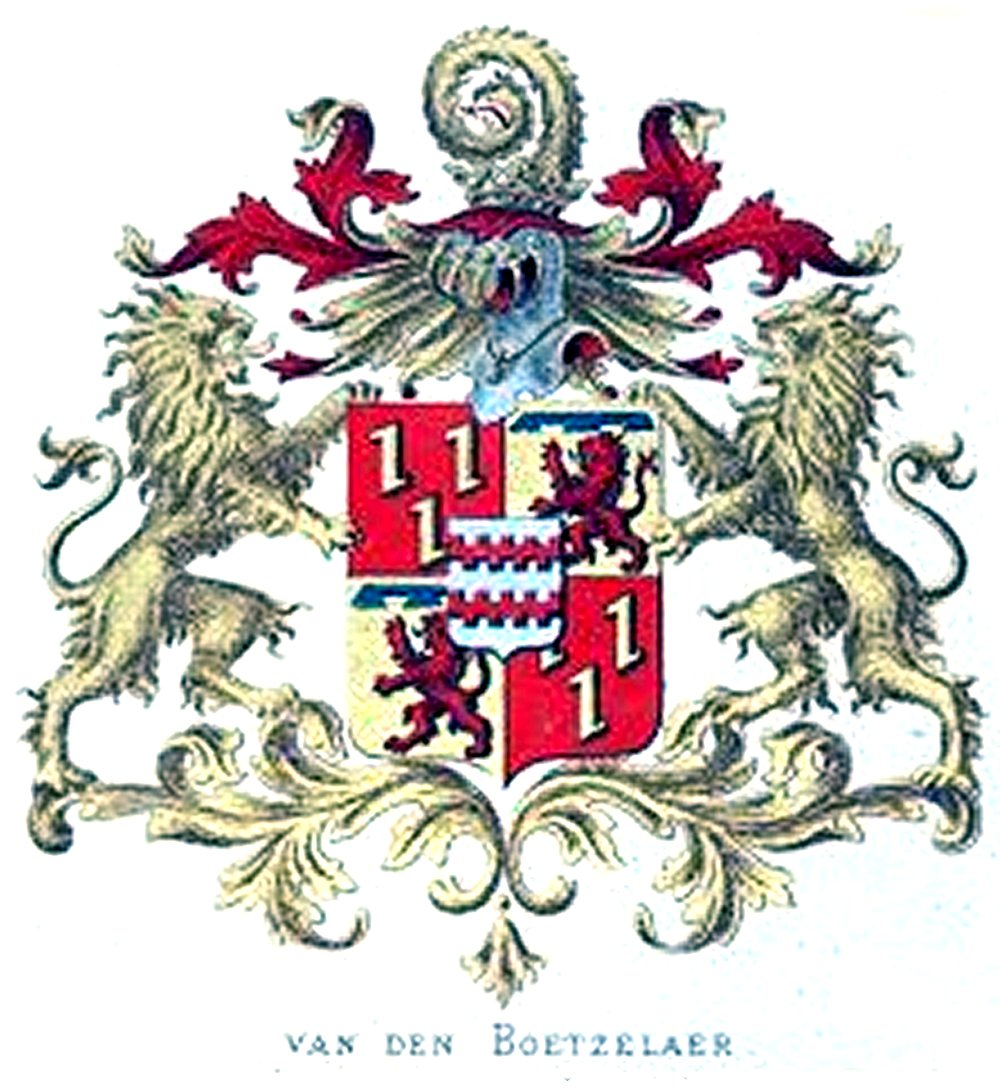
Familiewapen van de Van Boetzelaers

Van Boetzelaer, zoon van Lodewijk Willem van Boetzelaer en Eva Maria Slicher, trouwde te Den Haag op 14 augustus 1768 met Josina van Aerssen. Van Boetzelaer stamt uit het oud Nederlands adellijk geslacht Van Boetzelaer.
Van Boetzelaer had als generaal-majoor Willemstad weten te behouden toen het werd belegerd door de Fransen en werd daarom door stadhouder Willem V benoemd tot luitenant-generaal. 
Van Boetzelaer was Grootmeester van de Orde der Vrijmetselaren onder het Grootoosten der Nederlanden, een functie die in zijn tijd als Groot Meester Nationaal van d'aloude en Zeer Eerwaarde Maatschappij der Vrije en Aengenomen Metzelaers, in de Republieq der Verenigde Nederlanden, ressort van de Generaliteit en onderhorige Volksplantingen bekendstond, van 1759 tot 1798. Onder zijn leiding groeide de vrijmetselarij in Nederland van een twintigtal tot ruim zeventig loges, het aantal ordeleden vertienvoudigde en het gezag van de Grootloge breidde zich uit over de Antillen, Suriname, Bengalen en Ceylon, Oost-Indië en Zuid-Afrika. Ook werden er onder zijn gezag loges gesticht in Duitsland, de Oostenrijkse Nederlanden, en Italië. 
Van Boetzelaer droeg eraan bij dat de internationale betrekkingen tussen grootloges beter geregeld werden; de soevereiniteit van de Grote Loge der Zeven Verenigde Nederlanden werd in 1770 bevestigd door de Engelse grootloge en er werden verdragen  met de Duitse en Franse grootmachten aangegaan.